# August Fager
August Fager   (Perniö, 25 de desembre de 1891 - Lake Worth, 17 de novembre de 1967) va ser un atleta finlandès de naixement però estatunidenc d'adopció, especialitzat en curses de fons, que va competir durant la dècada de 1920.
El 1924 va prendre part en els Jocs Olímpics de París, on disputà dues proves del programa d'atletisme. Guanyà la medalla de plata en la prova del cros per equips, fent equip amb Earl Johnson i Arthur Studenroth, mentre en la de cros individual fou vuitè.